# 1961年ドイツグランプリ
1961年ドイツグランプリ (1961 German Grand Prix) は、1961年のF1世界選手権第6戦として、1961年8月6日にニュルブルクリンクで開催された。
23回目のドイツグランプリとなる本レースには、21回目の「ヨーロッパグランプリ」の冠がかけられた。1950年から始まったF1世界選手権の通算100戦目のレースでもある。本レースは15周・342kmで行われた。

## レース概要

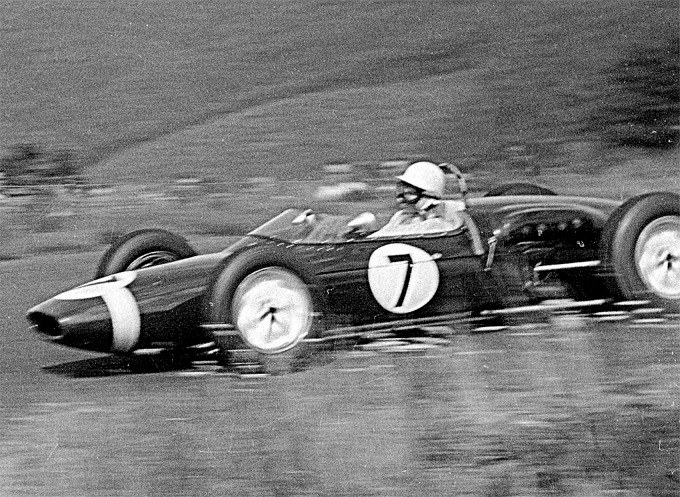
ロータス・18/21を駆るスターリング・モスが優勝した。

前年のドイツGPはF2によりニュルブルクリンク南コースで開催されたため、F1世界選手権としての開催は1959年以来2年ぶりで、ニュルブルクリンク北コースでのドイツGP開催は1958年以来3年ぶりである。
本レースはプライベーターのロブ・ウォーカー・レーシングチームからロータス・18/21をドライブしたスターリング・モスが優勝した。モスは2列目からのスタートだったが、全周回でラップリーダーとなった。リアエンジンのマシンがドイツGPで優勝したのは、1936年のベルント・ローゼマイヤー(アウトウニオン・タイプC)以来2回目である。翌1962年の開幕前に行われた非選手権レースのグローヴァー・トロフィー(グッドウッド・サーキット)で瀕死の重傷を負い引退したモスにとってこれが最後の優勝・表彰台・入賞・完走で、フェラーリのヴォルフガング・フォン・トリップスとフィル・ヒルに次ぐドライバーズランキング3位に浮上した。ドライバーズチャンピオン争いは2戦を残してフォン・トリップスとフィル・ヒルの2人に絞られた。
ジャック・ブラバムのクーパーは、コヴェントリー・クライマックスが新たに投入したFWMVエンジン(V型8気筒)が搭載されたT58を使用して予選で2位となり、決勝でも1コーナーでトップに立ったが、1周もしないうちにスロットルが固まり、降り始めた雨に足をすくわれクラッシュしてしまった。5週間後の次戦イタリアGPで亡くなるフォン・トリップスにとっては最後の母国レースとなったが2位でフィニッシュした。フィル・ヒルは予選で初めて9分を切る8分55秒2でポールポジションを獲得し、決勝でも初めて9分を切る8分57秒8でファステストラップを記録したが3位に終わった。4位以下の入賞は全てイギリスのチームで、チーム・ロータスのジム・クラーク(ロータス・21)が4位、ヨーマン・クレジット・レーシングのジョン・サーティース(クーパー・T53)が5位、クーパー・ワークスのブルース・マクラーレン(クーパー・T55)が6位となった。
決勝に出走した26台中17台がフィニッシュしたが、ベルナール・コロンブ(クーパー・T53)は規定周回数の75%を下回ったため、順位が付いたのはコロンブを除く16台である。

## エントリーリスト
| チーム                                     | No. | ドライバー                         | コンストラクター | シャシー  | エンジン                                                 |
| ------------------------------------------ | --- | ---------------------------------- | ---------------- | --------- | -------------------------------------------------------- |
| クーパー・カー・カンパニー                 | 1   | ジャック・ブラバム                 | クーパー         | T58 T55 1 | クライマックス FWMV 1.5L V8 クライマックス FPF 1.5L L4 1 |
| クーパー・カー・カンパニー                 | 2   | ブルース・マクラーレン             | クーパー         | T55       | クライマックス FPF 1.5L L4                               |
| スクーデリア・フェラーリ SpA SEFAC         | 3   | ヴォルフガング・フォン・トリップス | フェラーリ       | 156       | フェラーリ Tipo178 1.5L V6                               |
| スクーデリア・フェラーリ SpA SEFAC         | 4   | フィル・ヒル                       | フェラーリ       | 156       | フェラーリ Tipo178 1.5L V6                               |
| スクーデリア・フェラーリ SpA SEFAC         | 5   | リッチー・ギンサー                 | フェラーリ       | 156       | フェラーリ Tipo178 1.5L V6                               |
| スクーデリア・フェラーリ SpA SEFAC         | 6   | ウィリー・メレス                   | フェラーリ       | 156       | フェラーリ Tipo178 1.5L V6                               |
| R.R.C. ウォーカー・レーシングチーム        | 7   | スターリング・モス                 | ロータス         | 18/21     | クライマックス FPF 1.5L L4                               |
| ポルシェ・システム・エンジニアリング       | 8   | ヨアキム・ボニエ                   | ポルシェ         | 718       | ポルシェ 547/3 1.5L F4                                   |
| ポルシェ・システム・エンジニアリング       | 9   | ダン・ガーニー                     | ポルシェ         | 718       | ポルシェ 547/3 1.5L F4                                   |
| ポルシェ・システム・エンジニアリング       | 11  | ハンス・ヘルマン                   | ポルシェ         | 718       | ポルシェ 547/3 1.5L F4                                   |
| ポルシェ KG                                | 10  | エドガー・バース 2                 | ポルシェ         | 787       | ポルシェ 547/3 1.5L F4                                   |
| カモラーディ・インターナショナル           | 12  | マステン・グレゴリー 3             | クーパー         | T53       | クライマックス FPF 1.5L L4                               |
| カモラーディ・インターナショナル           | 30  | イアン・バージェス                 | クーパー         | T53       | クライマックス FPF 1.5L L4                               |
| チーム・ロータス                           | 14  | ジム・クラーク                     | ロータス         | 21        | クライマックス FPF 1.5L L4                               |
| チーム・ロータス                           | 15  | イネス・アイルランド               | ロータス         | 21        | クライマックス FPF 1.5L L4                               |
| オーウェン・レーシング・オーガニゼーション | 16  | トニー・ブルックス                 | BRM              | P48/57    | クライマックス FPF 1.5L L4                               |
| オーウェン・レーシング・オーガニゼーション | 17  | グラハム・ヒル                     | BRM              | P48/57    | クライマックス FPF 1.5L L4                               |
| ヨーマン・クレジット・レーシングチーム     | 18  | ジョン・サーティース               | クーパー         | T53       | クライマックス FPF 1.5L L4                               |
| ヨーマン・クレジット・レーシングチーム     | 19  | ロイ・サルヴァドーリ               | クーパー         | T53       | クライマックス FPF 1.5L L4                               |
| スクーデリア・セレニッシマ                 | 20  | モーリス・トランティニアン         | クーパー         | T51       | マセラティ 6-1500 1.5L L4                                |
| スクーデリア・セレニッシマ                 | 21  | ジョルジオ・スカルラッティ 3       | デ・トマソ       | F1        | アルファロメオ ジュリエッタ 1.5L L4                      |
| スクーデリア・コロニア                     | 25  | ミハエル・マイ                     | ロータス         | 18        | クライマックス FPF 1.5L L4                               |
| スクーデリア・コロニア                     | 26  | ヴォルフガング・ザイデル           | ロータス         | 18        | クライマックス FPF 1.5L L4                               |
| ジェリー・アシュモア                       | 27  | ジェリー・アシュモア               | ロータス         | 18        | クライマックス FPF 1.5L L4                               |
| H&L モータース                             | 28  | ジャッキー・ルイス                 | クーパー         | T53       | クライマックス FPF 1.5L L4                               |
| ペーター・モンテヴェルディ                 | 29  | ペーター・モンテヴェルディ 3       | MBM              | FJ        | ポルシェ 547/3 1.5L F4                                   |
| エキュリー・マールスベルゲン               | 31  | カレル・ゴダン・ド・ボーフォール   | ポルシェ         | 718       | ポルシェ 547/3 1.5L F4                                   |
| スクーデリア・セントロ・スッド             | 32  | ロレンツォ・バンディーニ           | クーパー         | T53       | マセラティ 6-1500 1.5L L4                                |
| ルィーズ・ブライデン＝ブラウン             | 33  | トニー・マグス                     | ロータス         | 18        | クライマックス FPF 1.5L L4                               |
| ペスカーラ・レーシングチーム               | 34  | レナート・ピロッキ 3               | クーパー         | T45       | マセラティ 6-1500 1.5L L4                                |
| フレッド・トラック・カーズ                 | 35  | ジェフ・デューク 3                 | クーパー         | T45       | クライマックス FPF 1.5L L4                               |
| トニー・マーシュ                           | 37  | トニー・マーシュ                   | ロータス         | 18        | クライマックス FPF 1.5L L4                               |
| ベルナール・コロンブ                       | 38  | ベルナール・コロンブ               | クーパー         | T53       | クライマックス FPF 1.5L L4                               |
| ジョン・キャンベル＝ジョーンズ             | 39  | ジョン・キャンベル＝ジョーンズ 3   | クーパー         | T51       | クライマックス FPF 1.5L L4                               |
| ソース:                                    |     |                                    |                  |           |                                                          |

追記
- タイヤは全車ダンロップ
- ^1 - T58とT55の2台をエントリーしたが、T58のみ使用した。
- ^2 - ポルシェはバースのみ787でエントリーしたが、遅すぎたため出場しなかった。
- ^3 - エントリーしたが出場せず。

## 結果

### 予選
| 順位    | No. | ドライバー                         | コンストラクター        | タイム  | 差       | グリッド |
| ------- | --- | ---------------------------------- | ----------------------- | ------- | -------- | -------- |
| 1       | 4   | フィル・ヒル                       | フェラーリ              | 08:55.2 | －       | 1        |
| 2       | 1   | ジャック・ブラバム                 | クーパー-クライマックス | 09:01.4 | + 6.2    | 2        |
| 3       | 7   | スターリング・モス                 | ロータス-クライマックス | 09:01.7 | + 6.5    | 3        |
| 4       | 8   | ヨアキム・ボニエ                   | ポルシェ                | 09:04.8 | + 9.6    | 4        |
| 5       | 3   | ヴォルフガング・フォン・トリップス | フェラーリ              | 09:05.5 | + 10.3   | 5        |
| 6       | 17  | グラハム・ヒル                     | BRM-クライマックス      | 09:06.4 | + 11.2   | 6        |
| 7       | 9   | ダン・ガーニー                     | ポルシェ                | 09:06.6 | + 11.4   | 7        |
| 8       | 14  | ジム・クラーク                     | ロータス-クライマックス | 09:08.1 | + 12.9   | 8        |
| 9       | 16  | トニー・ブルックス                 | BRM-クライマックス      | 09:09.3 | + 14.1   | 9        |
| 10      | 18  | ジョン・サーティース               | クーパー-クライマックス | 09:11.2 | + 16.0   | 10       |
| 11      | 11  | ハンス・ヘルマン                   | ポルシェ                | 09:12.7 | + 17.5   | 11       |
| 12      | 2   | ブルース・マクラーレン             | クーパー-クライマックス | 09:13.0 | + 17.8   | 12       |
| 13      | 6   | ウィリー・メレス                   | フェラーリ              | 09:15.9 | + 20.7   | 13       |
| 14      | 5   | リッチー・ギンサー                 | フェラーリ              | 09:16.6 | + 21.4   | 14       |
| 15      | 19  | ロイ・サルヴァドーリ               | クーパー-クライマックス | 09:22.0 | + 26.8   | 15       |
| 16      | 15  | イネス・アイルランド               | ロータス-クライマックス | 09:22.9 | + 27.7   | 16       |
| 17      | 31  | カレル・ゴダン・ド・ボーフォール   | ポルシェ                | 09:28.4 | + 33.2   | 17       |
| 18      | 28  | ジャッキー・ルイス                 | クーパー-クライマックス | 09:31.4 | + 36.2   | 18       |
| 19      | 32  | ロレンツォ・バンディーニ           | クーパー-マセラティ     | 09:35.4 | + 40.2   | 19       |
| 20      | 37  | トニー・マーシュ                   | ロータス-クライマックス | 09:37.7 | + 42.5   | 20       |
| 21      | 20  | モーリス・トランティニアン         | クーパー-マセラティ     | 09:38.5 | + 43.3   | 21       |
| 22      | 33  | トニー・マグス                     | ロータス-クライマックス | 09:45.5 | + 50.3   | 22       |
| 23      | 26  | ヴォルフガング・ザイデル           | ロータス-クライマックス | 09:59.9 | + 1:04.7 | 23       |
| 24      | 30  | イアン・バージェス                 | クーパー-クライマックス | 10:01.4 | + 1:06.2 | 24       |
| 25      | 27  | ジェリー・アシュモア               | ロータス-クライマックス | 10:06.0 | + 1:10.8 | 25       |
| 26      | 38  | ベルナール・コロンブ               | クーパー-クライマックス | 10:23.0 | + 1:27.8 | 26       |
| 27      | 25  | ミハエル・マイ                     | ロータス-クライマックス | 10:37.5 | + 1:42.3 | DNS 1    |
| ソース: |     |                                    |                         |         |          |          |

追記
- ^1 - マイはアクシデントで負傷したため決勝に出走せず

### 決勝
| 順位    | No. | ドライバー                         | コンストラクター        | 周回数 | タイム/リタイア原因 | グリッド | ポイント |
| ------- | --- | ---------------------------------- | ----------------------- | ------ | ------------------- | -------- | -------- |
| 1       | 7   | スターリング・モス                 | ロータス-クライマックス | 15     | 2:18:12.4           | 3        | 9        |
| 2       | 3   | ヴォルフガング・フォン・トリップス | フェラーリ              | 15     | + 21.4              | 5        | 6        |
| 3       | 4   | フィル・ヒル                       | フェラーリ              | 15     | + 22.5              | 1        | 4        |
| 4       | 14  | ジム・クラーク                     | ロータス-クライマックス | 15     | + 1:17.1            | 8        | 3        |
| 5       | 18  | ジョン・サーティース               | クーパー-クライマックス | 15     | + 1:53.1            | 10       | 2        |
| 6       | 2   | ブルース・マクラーレン             | クーパー-クライマックス | 15     | + 2:41.4            | 12       | 1        |
| 7       | 9   | ダン・ガーニー                     | ポルシェ                | 15     | + 3:23.1            | 7        |          |
| 8       | 5   | リッチー・ギンサー                 | フェラーリ              | 15     | + 5:23.1            | 14       |          |
| 9       | 28  | ジャッキー・ルイス                 | クーパー-クライマックス | 15     | + 5:23.7            | 18       |          |
| 10      | 19  | ロイ・サルヴァドーリ               | クーパー-クライマックス | 15     | + 12:11.5           | 15       |          |
| 11      | 33  | トニー・マグス                     | ロータス-クライマックス | 14     | + 1 Lap             | 22       |          |
| 12      | 30  | イアン・バージェス                 | クーパー-クライマックス | 14     | + 1 Lap             | 24       |          |
| 13      | 11  | ハンス・ヘルマン                   | ポルシェ                | 14     | +1 Lap              | 11       |          |
| 14      | 31  | カレル・ゴダン・ド・ボーフォール   | ポルシェ                | 14     | + 1 Lap             | 17       |          |
| 15      | 37  | トニー・マーシュ                   | ロータス-クライマックス | 13     | + 2 Laps            | 20       |          |
| 16      | 27  | ジェリー・アシュモア               | ロータス-クライマックス | 13     | + 2 Laps            | 25       |          |
| Ret     | 6   | ウィリー・メレス                   | フェラーリ              | 13     | アクシデント        | 13       |          |
| Ret     | 20  | モーリス・トランティニアン         | クーパー-マセラティ     | 12     | エンジン            | 21       |          |
| NC      | 38  | ベルナール・コロンブ               | クーパー-クライマックス | 11     | 周回数不足          | 26       |          |
| Ret     | 32  | ロレンツォ・バンディーニ           | クーパー-マセラティ     | 10     | エンジン            | 19       |          |
| Ret     | 16  | トニー・ブルックス                 | BRM-クライマックス      | 6      | エンジン            | 9        |          |
| Ret     | 8   | ヨアキム・ボニエ                   | ポルシェ                | 5      | エンジン            | 4        |          |
| Ret     | 26  | ヴォルフガング・ザイデル           | ロータス-クライマックス | 3      | ハンドリング        | 23       |          |
| Ret     | 17  | グラハム・ヒル                     | BRM-クライマックス      | 1      | アクシデント        | 6        |          |
| Ret     | 15  | イネス・アイルランド               | ロータス-クライマックス | 1      | 出火                | 16       |          |
| Ret     | 1   | ジャック・ブラバム                 | クーパー-クライマックス | 0      | アクシデント        | 2        |          |
| DNS     | 25  | ミハエル・マイ                     | ロータス-クライマックス |        | 予選でアクシデント  |          |          |
| ソース: |     |                                    |                         |        |                     |          |          |

ラップリーダー
- 1-15=スターリング・モス

## 第6戦終了時点のランキング
|   | 順位 | ドライバー                         | ポイント |
| - | ---- | ---------------------------------- | -------- |
|   | 1    | ヴォルフガング・フォン・トリップス | 33       |
|   | 2    | フィル・ヒル                       | 29       |
| 1 | 3    | スターリング・モス                 | 21       |
| 1 | 4    | リッチー・ギンサー                 | 16       |
| 2 | 5    | ジム・クラーク                     | 11       |

|  | 順位 | コンストラクター        | ポイント |
|  | ---- | ----------------------- | -------- |
|  | 1    | フェラーリ              | 38 (44)  |
|  | 2    | ロータス-クライマックス | 24       |
|  | 3    | ポルシェ                | 11       |
|  | 4    | クーパー-クライマックス | 10 (11)  |
|  | 5    | BRM-クライマックス      | 1        |

- 注:  トップ5のみ表示。ベスト5戦のみがカウントされる。ポイントは有効ポイント、括弧内は総獲得ポイント。